# رناتو پترونیو
رناتو پترونیو (ایتالیایی: Renato Petronio; ۵ فوریهٔ ۱۸۹۱ – ۹ آوریل ۱۹۷۶) قایقران روئینگ اهل ایتالیا بود.
وی در مسابقات کشوری و بین‌المللی در مجموع برندهٔ ۵ مدال طلا، ۱ مدال نقره شده‌است.